# Сорокинское сельское поселение (Сорокинский район)
Сорокинское се́льское поселе́ние — муниципальное образование в Сорокинском районе Тюменской области Российской Федерации.
Административный центр — село Большое Сорокино.

## История
Статус и границы сельского поселения установлены Законом Тюменской области от 5 ноября 2004 года № 263 «Об установлении границ муниципальных образований Тюменской области и наделении их статусом муниципального района, городского округа и сельского поселения».

## Население
| 2010  | 2011  | 2012  | 2013  | 2014  | 2015  | 2016  |
| ----- | ----- | ----- | ----- | ----- | ----- | ----- |
| 5830  | ↗5846 | ↘5774 | ↗5796 | ↗5920 | ↗5967 | ↗5982 |
| 2017  | 2018  | 2019  | 2020  | 2021  |       |       |
| ↗6082 | ↘5979 | ↘5898 | ↗5904 | ↗5921 |       |       |

## Состав сельского поселения
| № | Населённый пункт | Тип населённого пункта       | Население |
| - | ---------------- | ---------------------------- | --------- |
| 1 | Большое Сорокино | село, административный центр | ↗5490     |
| 2 | Воскресенка      | деревня                      | 35        |
| 3 | Новониколаевка   | деревня                      | 77        |
| 4 | Новотроицк       | деревня                      | 81        |
| 5 | Осиновка         | село                         | 283       |
| 6 | Стрельцовка      | деревня                      | 37        |